# Episodi di Profiling (sesta stagione)
La sesta stagione della serie televisiva Profiling, composta da 10 episodi, è stata trasmessa in prima visione in Francia da TF1 dal 5 novembre 2015.
In Italia la stagione è andata in onda in prima visione satellitare su Fox Crime, canale a pagamento della piattaforma Sky, dal 20 novembre 2015.
| nº | Titolo originale | Titolo italiano       | Prima TV Francia | Prima TV Italia  |
| -- | ---------------- | --------------------- | ---------------- | ---------------- |
| 1  | Impardonnable    | Imperdonabile         | 5 novembre 2015  | 20 novembre 2015 |
| 2  | Viscéral         | Viscerale             | 5 novembre 2015  | 27 novembre 2015 |
| 3  | Maîtresse        | Il rapimento          | 12 novembre 2015 | 4 dicembre 2015  |
| 4  | La chasse        | La caccia             | 12 novembre 2015 | 11 dicembre 2015 |
| 5  | Sacrifiées       | Sacrificato           | 19 novembre 2015 | 18 dicembre 2015 |
| 6  | Démoniaque       | Lo spirito malvagio   | 19 novembre 2015 | 8 gennaio 2016   |
| 7  | Résiliences      | L'assassino dei fiori | 26 novembre 2015 | 15 gennaio 2016  |
| 8  | OVNI             | Rapimenti alieni      | 26 novembre 2015 | 22 gennaio 2016  |
| 9  | Les poupées      | Le bambole            | 3 dicembre 2015  | 29 gennaio 2016  |
| 10 | Alice            | Alice                 | 10 dicembre 2015 | 5 febbraio 2016  |